# Károly Kernstok
Dans le nom hongrois Kernstok Károly, le nom de famille précède le prénom, mais cet article utilise l’ordre habituel en français Károly Kernstok, où le prénom précède le nom.
Károly Kernstok, né le 23 décembre 1873 à Budapest et mort le 9 juin 1940 dans la même ville, est un peintre hongrois et un des représentants du groupe avant-gardiste Les Huit.

## Biographie
Après une formation à Budapest à l'École d'art appliqué (Iparművészeti Iskola), il fait un séjour à Munich auprès de Simon Hollósy en 1892, et à Paris à l'Académie Julian de 1893 à 1895. De retour à Budapest en 1896, il est élève de l'école de Gyula Benczúr pendant trois ans. En 1906 il séjourne à Paris et fait connaissance avec les tendances du nouveau style artistique. Il fonde le groupe Les Huit (en hongrois Nyolcak) en 1909 avec Róbert Berény, Dezső Czigány, Béla Czobel, Ödön Márffy, Dezső Orbán, Bertalan Pór et Lajos Tihanyi et participe à des expositions du Cercle des impressionnistes et naturalistes hongrois. En 1919, il doit s'enfuir à Berlin pour s'être rangé aux côtés des communistes lors de la République des conseils de Hongrie. Il ne revient chez lui, à Nyergesújfalu, qu'en 1926. Il fréquente alors la colonie d'artistes de Szolnok, et est président du conseil d'artistes de la Nouvelle société des artistes (KÚT (hu)).
Il expose ses œuvres dans plusieurs musées :  Művészház (1911), Ernst Múzeum (1917), Kassai Múzeum (1922), Ernst Múzeum (1928), Fővárosi Népművelési Központ (1951, exposition commémorative).

## Œuvre
Károly Kernstok est l'un des principaux représentants hongrois des efforts pour renouveler la peinture à l'époque moderne. Au début de sa carrière, sa peinture est encore naturaliste, et met l'accent sur l'harmonie des couleurs. À Paris, qui était alors le centre d'une révolution artistique, il se joint aux Fauves, les précurseurs du cubisme, et lorsque de retour en Hongrie il y introduit ces tendances nouvelles avec d'autres artistes hongrois, il devient l'un des artistes les plus importants des Huit. Ses œuvres font rapidement apparaître un mode d'expression qui lui est propre, avec des lignes et des couleurs fortes, des formes dures et ramassées, des silhouettes athlétiques ressemblant presque à des statues.
Pendant la Première Guerre mondiale, il revient à des images plus lyriques, et se rapproche du style expressionniste. En 1912, il peint des vitraux pour l'hôtel de ville de Debrecen. Ses peintures plus tardives s'éloignent des tendances stylistiques dominantes de l'époque : ses compositions figuratives à la conception proche du dessin se rapprochent du classicisme par leur style.
Son travail de dessin est également considérable.
Ses points forts sont la composition figurative, les portraits, les nus, la représentation des animaux.
La plupart de ses créations sont conservées à la Galerie nationale hongroise, mais certaines de ses œuvres se trouvent à la Collection Deák à Székesfehérvár et au musée Janus Pannonius à Pécs, ainsi que dans des collections privées.

## Galerie

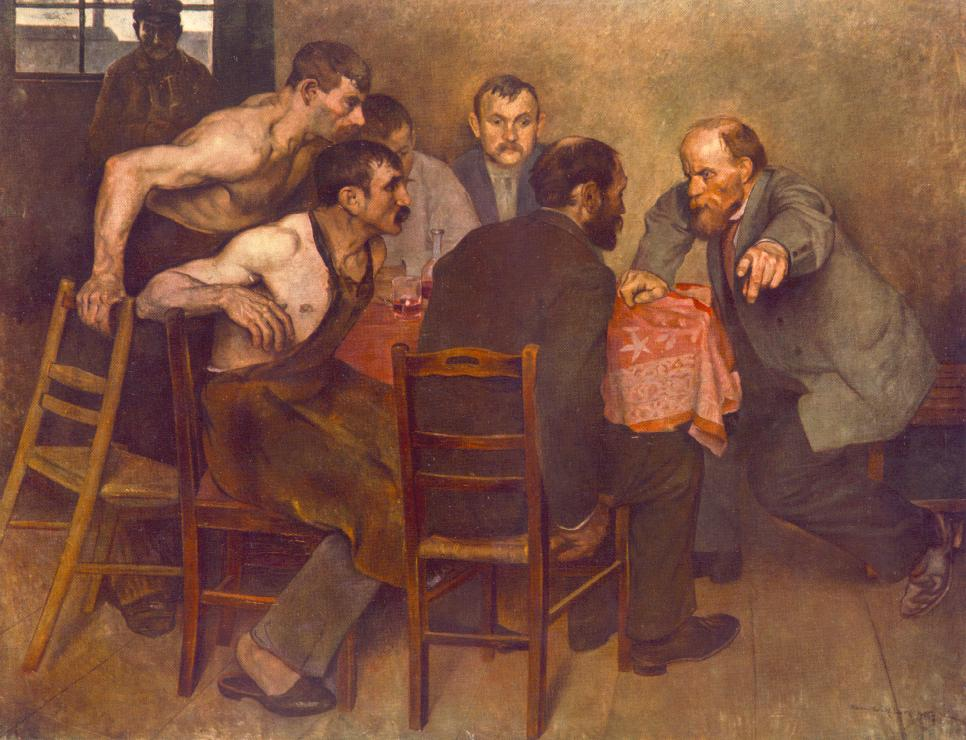
Agitateur à la cantine de l'usine (Agitátor a gyár kantinjában), 1897.
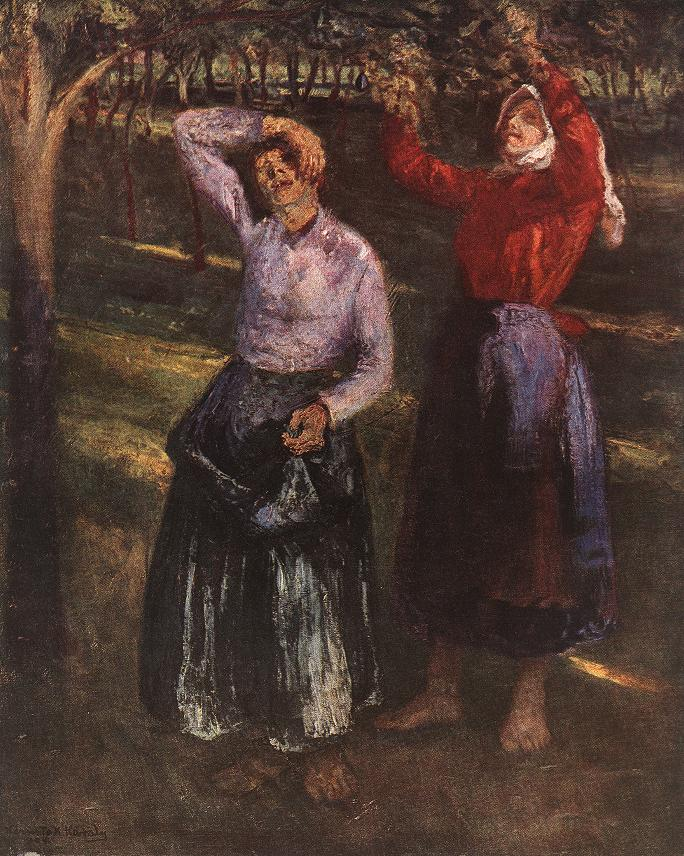
Les cueilleuses de prunes (Szilvaszedők), 1901
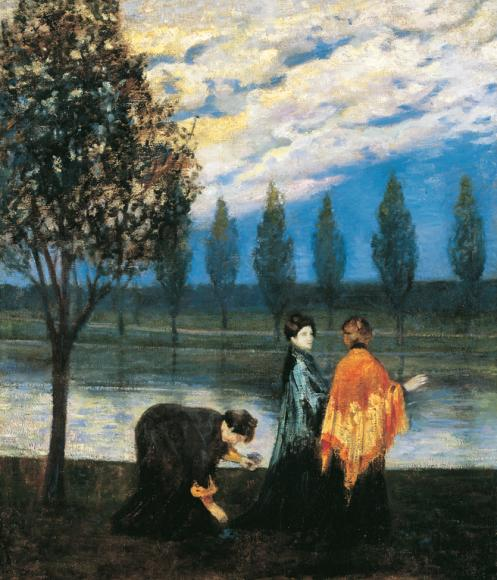
Femmes sur la rive (Asszonyok a vízparton), 1909.
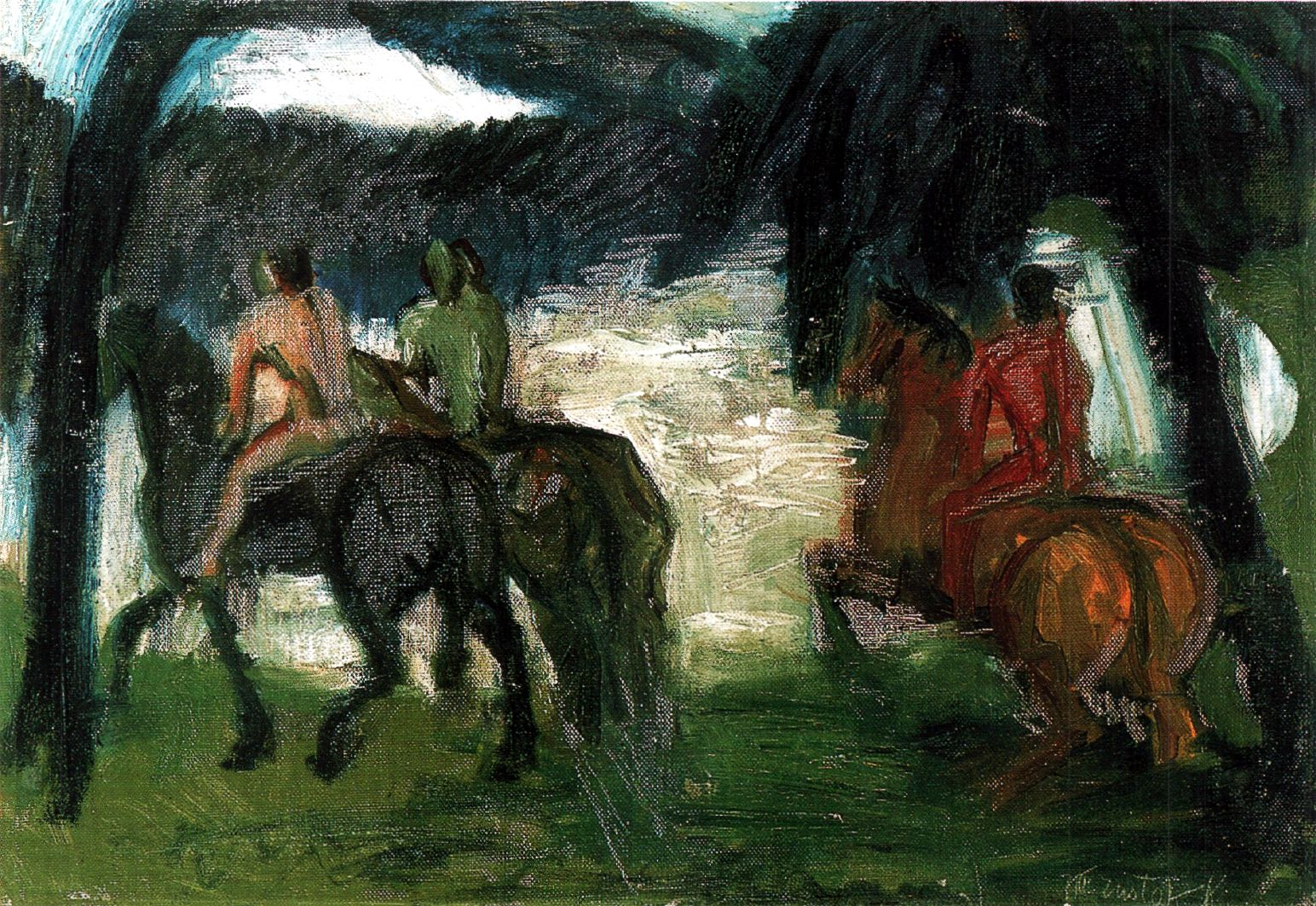
Trois cavaliers (Három lovas), 1910.
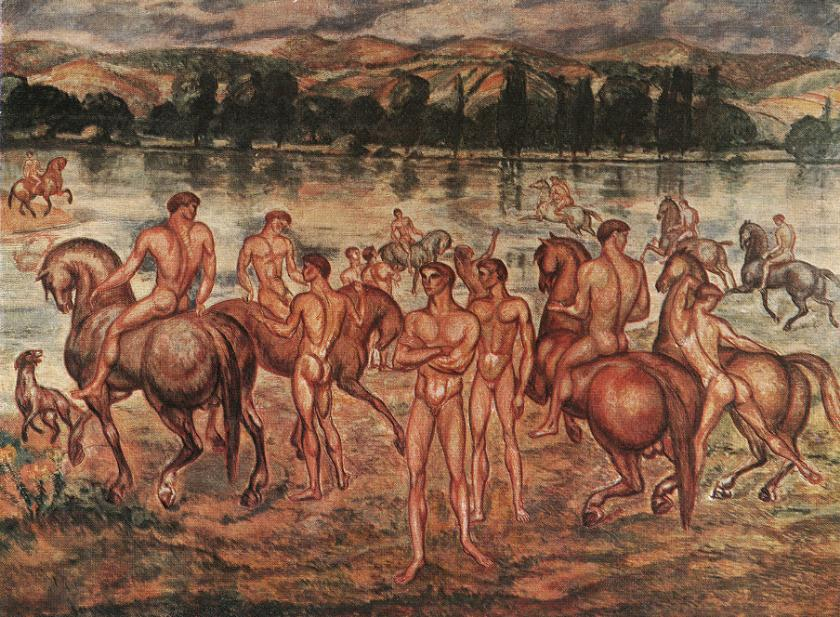
Cavaliers au bord de l'eau (Lovasok a víz partján), 1910
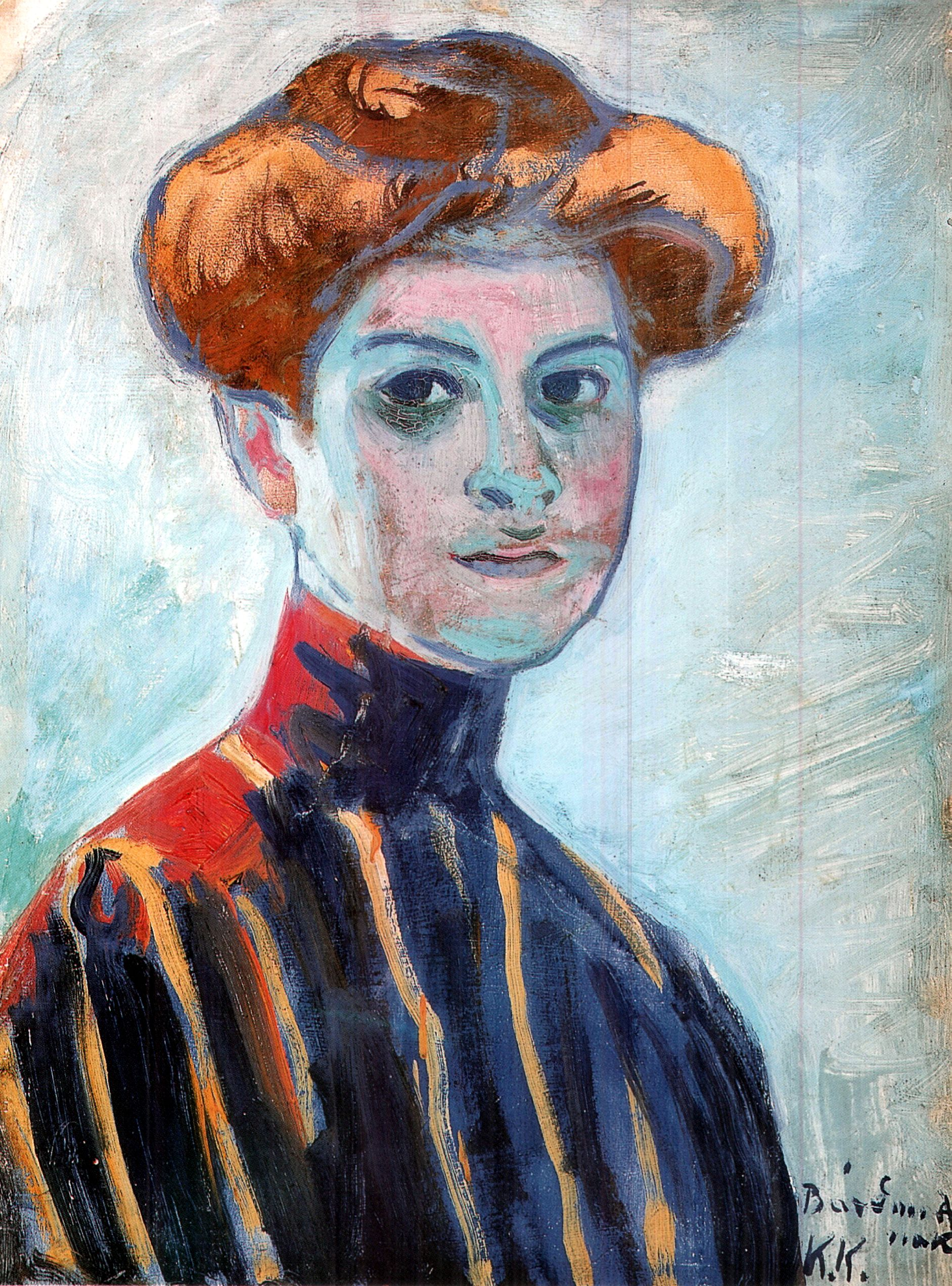
Tête colorée de jeune fille (Színes leányfej), 1910.
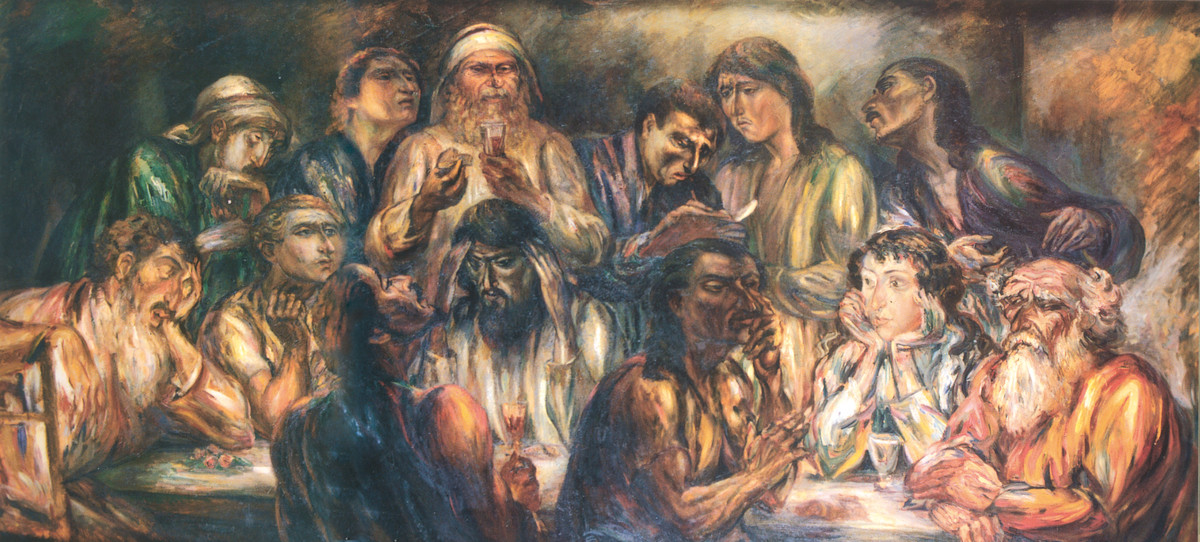
La dernière cène (Az utolsó vacsora), 1921.